# Mozilla Firefox
A Mozilla Firefox (hivatalos rövidítéssel Fx, vagy gyakran FF)  nyílt forráskódú, ingyenes webböngésző program, amit a Mozilla Alapítvány fejleszt. Magyarország piacvezető böngészője volt 2009-től, míg a Chrome 2013 októberében át nem vette a piacvezető szerepét. Globális szinten pedig a negyedik legtöbbet használt böngésző a Safari és a Microsoft Edge után, 3,3%-os részesedéssel. A nyílt forráskódú Gecko böngészőmotort használja, amely számos jelenlegi internetes szabványt támogat, továbbá néhány olyan elemet is, ami ezen szabványok része lehet a közeljövőben.
A Firefox funkciói között szerepel a füles böngészés, a helyesírás-ellenőrző, az azonnali keresés, az RSS-kliens (élő könyvjelzők), a privát böngészés és a helymeghatározás (Geolocation). Tartalmaz letöltéskezelőt, továbbá beépített keresőrendszert is, ami a felhasználó által megadott keresőmotort használja. Képességei bővíthetőek külső fejlesztők által készített kiegészítők segítségével. A kiegészítők széles választéka és mennyisége számos Firefox-felhasználó legfontosabb érve a program használata mellett.
A Firefox többplatformos, a Microsoft Windows több változatán, macOS-en, Linux-on és számos más Unix-alapú operációs rendszeren is fut. A Mozilla Corporation által kiadott, Firefox 3.0.6-os verziónál régebbi telepítőkészletek telepítése előtt el kell fogadni a Mozilla Corporation végfelhasználói licencszerződését (EULA). A Firefox 3.0.6 és az újabb verziók telepítőkészletei az MPL alatt jelennek meg. A Firefox név és logó, egyéb nevek és logók mellett, védjegyoltalmat élvez; ezek felhasználása korlátozott, nem esnek a fenti licencek hatálya alá.

## Fejlesztése
A Firefoxon Dave Hyatt, Joe Hewitt és Blake Ross kezdett el dolgozni a Mozilla projekt egyik kísérleti ágaként. Úgy érezték, hogy a Netscape szponzorálásának kereskedelmi feltételei és a fejlesztők által erőltetett funkciógazdagság csökkentette a Mozilla böngésző használhatóságát. Látván a Mozilla Suite méretének növekedését, készítettek egy egyedülálló böngészőt, amivel le akarták azt váltani. 2003. április 3-án a Mozilla Alapítvány bejelentette, hogy a Mozilla Suite helyett a Firefox és a Thunderbird fejlesztésére koncentrálnak.
A Firefox számos verziót megélt az 1.0-s változat 2004. november 9-ei kiadásáig. Sok stabilitási és biztonsági javítás után jelent meg az első nagyobb frissítése, az 1.5-ös verzió 2005. november 29-én. 2006. október 24-én jelent meg a Firefox 2, ami a füles böngészésben, a kiegészítő-kezelőben, a grafikus felhasználói felületben, a keresésben és a szoftverfrissítőben hozott változásokat; új munkamenet-helyreállítót, helyesírás-ellenőrzőt és a Google által egy beépített anti-phishing kiegészítőt is tartalmazott, amit később magába a programba integráltak. 2007 decemberében megindult a Firefox Live Chat Archiválva 2008. október 11-i dátummal a Wayback Machine-ben, ahol a felhasználók kérdezhetnek önkéntesektől egy, a Jive Software által irányított rendszeren keresztül.
A Firefox-projekt több névváltozáson is keresztülment. Eredetileg a Phoenix nevet viselte, amely azonban már a Phoenix Technologies védjegye volt. Ezt Firebirdre cserélték, de ez komoly visszhangot keltett a Firebird ingyenes adatbázisszoftver közösségétől. Válaszul a Mozilla Alapítvány megígérte, hogy a böngésző mindig a Mozilla Firebird nevet viselné, hogy ne tévesszék össze a kettőt. Az adatbázisszoftver fejlesztőinek nyomására újabb névváltoztatásra kényszerültek: 2004. február 9-én a Mozilla Firebird felvette a Mozilla Firefox nevet, ezután gyakran csak Firefoxként hivatkoztak rá. A Mozilla inkább az Fx vagy az fx rövidítést használja, azonban igen elterjedt az FF is.

### Forráskód
A Mozilla Firefox forráskódja a következő programnyelveken íródott:
C++, XUL, XBL, JavaScript, CSS, Rust.
A forráskód fejlesztése a Mozilla Developer Center oldalon történik, ahonnan letölthetőek a Mozilla projektek forráskódjai, köztük természetesen a Firefox forráskódja, valamint számos dokumentum segíti a fejlesztőket és a kezdőket.
A nyílt forrású fejlesztési modellnek megfelelően önkéntesek százai vesznek részt a kód fejlesztésében a világ minden tájáról. A Mozilla Alapítványnál körülbelül 200 főállású ember dolgozik a projekten.

### 2.0-s verzió
2006. október 24-én jelent meg a Firefox 2.0 verziója. Ebben a verzióban a következő fejlesztések, újítások kaptak helyet: fejlődött a füles böngészés, a kiegészítő-kezelő, a GUI, valamint a keresés a keresőmezők és a szoftverfrissítő motorja. Megjelent a munkamenet-helyreállító, a gépelés közbeni helyesírás-ellenőrzés, valamint egy adathalászat elleni védelem, amely egy Google által készített kiegészítő volt, és amit később integráltak a programba.

### 3.0-s verzió
A Mozilla Alapítvány 2008. június 17-én adta ki a Firefox 3-as verzióját. Az új verzió a weblapok megjelenítéséhez a Mozilla Gecko motor 1.9-es változatát használta. Az új ban számos hibát kijavítottak, jobban megfelel a szabványoknak, valamint új web API-t kapott. További újítások még az újratervezett letöltéskezelő, a könyvjelzők és az előzmények kezelésének új módja, és a témák operációs rendszerek szerinti szétválasztása.
A 3-as verzió fejlesztése az első béta változat kiadásáig nyúlik vissza (2007. november 19-én jelent meg 'Gran Paradiso' kódnéven), amit több béta-verzió is követett egészen a 2008 júniusi végleges kiadásig. Az utolsó verzió a 3.0-s sorozatból a 2010. március 30-ára tervezett 3.0.19.

#### A Firefox 3.0 letöltési rekordja
A Firefox 3.0 hitelesített Guinness-rekordot állított fel az addig még nem létező, a „24 óra alatt legtöbbször letöltött szoftver” kategóriában. Az indulást követő 24 órában a hivatalos végeredmény szerint (a duplikátumokat és a félbehagyott letöltéseket nem számítva) 8,3 millió alkalommal töltötték le a programot (megjegyzés: a program saját honlapján a 8 002 530 érték szerepel).

#### 3.5-ös verzió
A 3.1-es verzió harmadik béta verziójának kiadása után a fejlesztők úgy döntöttek, hogy a kiadás számát 3.5-re emelik, ezzel is jelezve, hogy fontos változások történtek.
A 3.5 verzió (kódneve „Shiretoko”) támogatja a HTML5-specifikáció <video> és <audio> tag-jeit. A Firefox célja egy nyílt forrású, böngészőablakon belüli videolejátszó. A fő cél a videotechnológiák nagy részét mérgező szabadalmi problémák nélküli videolejátszás biztosítása volt.
Támogatja a webhelyközi (cross-site) XMLHttpRequest-et (XHR), ami nagyobb tudású webes alkalmazások és mashupok készítését teszi lehetővé.
Támogatja a webfejlesztők számára új távlatokat nyitó natív JSON DOM-kötést, a CSS3 összes szelektorának támogatásával.
A Firefox 3.5 a Gecko 1.9.1-es változatára épül, ami néhány új funkciót tartalmaz a 3.0-s változatban használt 1.9-es motorhoz képest. Támogatja a multi-touch technológiát, mellyel lehet például közelíteni, előre-hátra lépegetni és váltani a fülek között.
Az első alfaváltozata (akkor még 3.1-nek nevezték) 2008 júliusának végén jelent meg, a második szeptember 6-án, ez már új videotámogatást is tartalmazott. A TraceMonkey hozzáadásával egyes JavaScript-számítások sebességét megnövelték, hasonlóan a Google Chrome V8 JavaScript-motorjához. A Mozilla szerint a 3.5 több mint kétszer olyan gyors, mint a 3.0. Az első bétaváltozat 2008. október 14-én jelent meg, a második pedig 2008. december 8-án. Ez már tartalmazott egy privát böngészés nevű funkciót, melynek bekapcsolása esetén a böngésző nem tárol semmilyen információt a merevlemezen. A harmadik béta változat 2009. március 12-én, a negyedik béta változat (amely már a 3.5 számot viselte) 2009. április 27-én jelent meg.
A 3.5 verzió orosz változata a népszerű orosz keresőt, a Yandexet használja alapértelmezetten az eddigi Google helyett, tekintve, hogy a felmérések alapján az előbbi kereső népszerűbb az oroszok körében.
A végső kiadás 2009. június 30-án jelent meg. Ez a kiadás már egy módosított Firefox logóval érkezett.
Az első frissítés, a 3.5.1 kiadás, 2009. július 16-án jelent meg, mivel néhány súlyos sebezhetőséget, valamint stabilitási problémát orvosolni kellett. Emellett a program indulási sebességét is gyorsították, mivel a 3.5 lassabban indult el elődjénél, főleg Windows XP operációs rendszereken. A legutóbbi frissítés, a 3.5.8, 2010. február 17-én jelent meg.

#### 3.6-os verzió
A Firefox 3.5-ös verzió utáni kiadása a 3.6-os. (Eredetileg 3.2-ként hivatkoztak rá, amikor még a 2009 nyarán megjelent 3.5 száma 3.1 volt.) Kódneve Namoroka, de a Firefox.next névvel is hivatkoztak rá. Fejlesztését 2008. december 1-jén kezdték, a végleges változat pedig 2010. január 21-én jelent meg. Ez a kiadás a Gecko 1.9.2 változatát használja. Számos kisebb újítás található meg ebben a kiadásban, így például helyet kapott benne az új tab-navigáció, amit a 3.1 béta 2 megjelenésekor kivettek, megjelent a Drag and Drop támogatás, amelynek segítségével fájlokat lehet a munkaasztalról böngészőbe dobni, támogatja az új CSS, DOM és HTML5 technológiákat és a WOFF font formátumot, a Personas pedig most már alapértelmezetten benne van programban (amellyel az eszköztár háttere változtatható), és az elavult bővítmények frissítésére automatikusan figyelmezteti a felhasználót. Az első alfa-verzió 2009. augusztus 7-én jelent meg, az első béta-verzió október 30-án, a második béta-verzió november 10-én, a harmadik béta november 17-én, a negyedik november 27-én, az ötödik béta-verzió pedig december 17-én jelent meg. Az első kiadásra jelölt változat (RC) 2010. január 6-án jelent meg.
2009. október 15-én a fejlesztői levelezőlistán beszéltek arról, hogy a 3.6 csak egy „minor” frissítés legyen, azaz automatikusan települjön a felhasználó gépére; végül „minor” frissítés lett. Általában fontos verziónak hagyományosan azt tartják, amelynek fejlesztése legalább egy éve folyik, és/vagy látható változásokat vezet be a felhasználói felületen, vagy lényeges technológiai újításokat hoz platformszinten. A „minor” frissítések azonban ezzel szemben általában csak biztonsági és stabilitási hibákat javítanak, és mivel alapvető újdonságokat nem tartalmaznak, automatikus frissítésként települnek. Ilyen volt például a Firefox 3.5.1-et leváltó 3.5.2.
A 2010. június 22-én megjelent 3.6.4 Lorentz kódnéven készült, eredetileg a 3.6.5 verzió lett volna, de időközben megváltoztatták a számozást. A 3.6.4 minor frissítés. Legfontosabb újítása a bővítmények külön szálon való kezelése, amelynek lényege, hogy az Adobe Flash vagy Apple Quicktime-hoz hasonló bővítmények a böngészőtől függetlenül, külön folyamatként futnak, így egy esetleges Flash-lefagyás nem rántja magával a böngészőt (ez egy gyakori eset Firefox felhasználóknál). A böngészés folyamatokká való szétválasztása egyike az Electrolysis projekt eredményeinek, de további hasonló funkciókat is kilátásba helyeztek, például a lapok kezelését illetően.

#### 4.0-s verzió

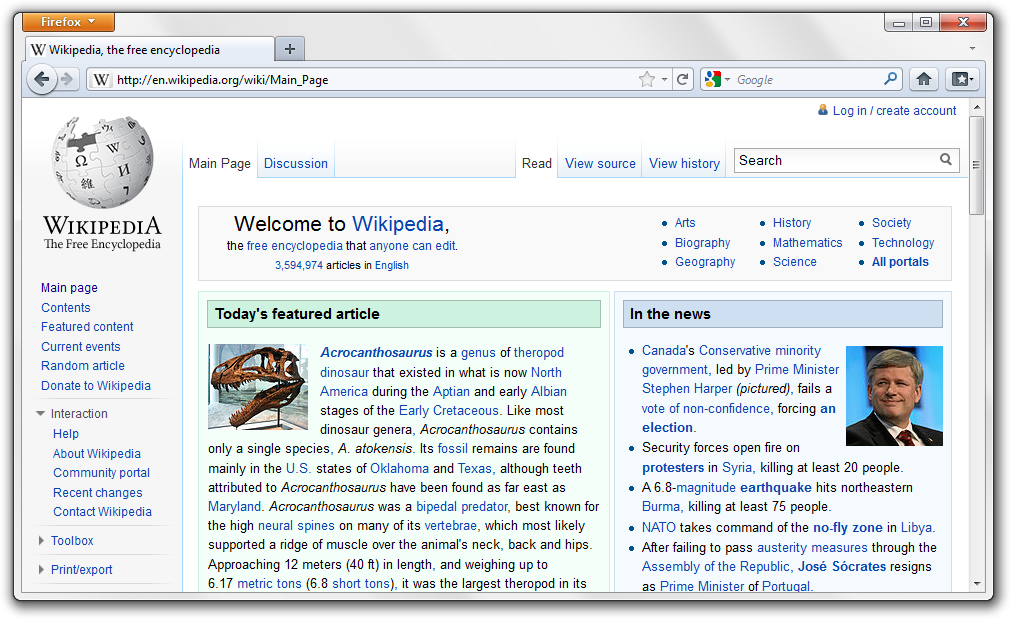
Wikipédiát megjelenítő Firefox 4.0

Az eredetileg 2010 októberére–novemberére tervezett, végül 2011. március 22-én megjelent szoftver a Firefox 4 nevet kapta. Kódneve „Tumucumaque” volt. Megújult a felhasználói felület és gyorsabb lett a böngészés. Az új felhasználói felület első tesztváltozatát Windows, Mac OS X és Linux alatt 2009 júliusában mutatták be. A további funkciók közé tartoznak a továbbfejlesztett értesítések, a Firefox Panorama, az alkalmazás-böngészőfülek, az újratervezett kiegészítőkezelő, a Firefox Sync-integráció és a multitouch kijelzők támogatása.
Brendan Eich, a Mozilla CTO-ja 2006. október 13-án írt először a „Mozilla 2”-re vonatkozó terveiről, a Firefox és más Mozilla-termékek platformjának tervezett addigi legnagyobb átdolgozásáról. A célok többségét lassanként beépítették a Firefox 3.0, 3.5 és 3.6-os verziójába. A legnagyobb változtatásokat azonban a Firefox 4-re (korábban 3.7) tervezték.
A Firefox 4 a Gecko 2.0 böngészőmotort használja, amelyhez hozzáadták/javították a HTML5-, a CSS3-, a WebM- és a WebGL-támogatást. Új JavaScript-motort is tartalmaz (JägerMonkey), és jobb XPCOM API-kat.
3.7-es verzió
Ez a verzió végül nem jelent meg, a tervezett újítások egy részét beletették a 3.6.x verziókba (pl. a Flash bővítmény külön szálon történő futtatása).
2009. július 17-én a Mozilla Wikin közzétettek néhány windowsos pillanatképet a fejlesztés alatt lévő Firefox 3.7-ről, október 26-án pedig megjelentek a linuxos képek. Az újdonságok között szerepel a böngészőfelület átszabása, az Aero glass átlátszósági effektek implementálása Windows Vista és Windows 7 rendszerek alatt, valamint a Mac OS X és Linux rendszereken futó Firefox felületének újítása. Az első alfa-verzió 2010. február 10-én jelent meg, a második február 28-án, a harmadik pedig március 17-én. A harmadik alfa-verzió már tartalmazta a bővítmények külön folyamatként való kezelését, továbbfejlesztett JavaScript-motort, számos teljesítményt, stabilitást és biztonságot érintő javítást; további HTML5-, CSS-, DOM- és SVG-támogatást, valamint tartalmazta a WebGL és a Direct2D támogatást is. A navigációs eszköztár tartalmazott új ikonokat is. A Gecko motor 1.9.3-as változatát használó Firefox 3.7 kiadását 2010 május–júniusára tervezték. A Mozilla elérhetővé tette a fejlesztési változatot az FTP szerverén. A 3.7 kódneve „Minefield” volt (minden fejlesztési változatnak ez a neve).
Mozilla 2
Brendan Eich, a Mozilla műszaki főigazgatója (CTO) 2006. október 13-án említette először a Mozilla 2-re vonatkozó terveit – ez az a platform, amin a Firefox 4.0 alapul. A változások között szerepel egyes XPCOM API-k eltávolítása, mások továbbfejlesztése; a standard C++ használata, röpfordítás a JavaScript 2 futtatásánál (ez a Tamarin projekt), futásidejű és egyes eszközök futtatásakor végzett biztonsági ellenőrzések. Bejelentették a Gopher protokoll eltávolítását is a támadási lehetőségek csökkentése céljából, bár az a lehetőség is felmerült, hogy a protokollt meghagyhatnák arra az esetre, ha valaki implementálná egy, a memóriát biztonságosan kezelő programozási nyelven.

### Rapid kiadású változatok
2011 áprilisában megváltoztatták a fejlesztés ritmusát, a fejlesztést (a Google Chrome fejlesztésénél is használt) „csatornákra” osztották. A legfrissebb elérhető változat a „Nightly Builds” (éjszakai fordítás), ami legutóbbi, még teszteletlen funkciókat és frissítéseket tartalmazza. Az „Aurora” változat legfeljebb hat héttel lemaradva követi a „Nightly”-t, a benne lévő funkciók az alapvető tesztelésen átestek. Ezt a „Beta” csatorna további hat héttel követi. Nagyobb a stabilitása az Aurora változatnál, és az első fejlesztési mérföldkő, ami a „Firefox” logót megkapja. A „Release” a Firefox hivatalos kiadása. Az új kiadások a terv szerint hat hetes intervallumokkal követik egymást. A rapid kiadásra való áttérés célja, hogy a felgyorsított folyamatban hamarabb kerüljenek a felhasználók elé az új funkciók. A felgyorsított fejlesztést a felhasználók kritizálták, mivel a bővítmények fejlesztői gyakran nem tudták idejében kihozni az új verziókkal kompatibilis add-onjaikat, és sokan úgy gondolták, hogy a Firefox öncélúan növeli a verziószámot, hogy az összemérhető legyen a Google Chrome-éval.

## Verziótörténet
Bővebben lásd: {{Mozilla Firefox verziótörténet}}
A Mozilla Firefox aktuális verziója a 136.0.1, melyet 2025. március 11-én adtak ki.
Jelmagyarázat
| Böngésző főverziója | Alverzió | Támogatási állapot | Megjelenés dátuma | Jelentős változtatások |
| ------------------- | -------- | ------------------ | ----------------- | --- |
| Mozilla Firefox 136 | 136.0    | Igen               | 2025. február 4.  | - macOS: - egyes háttérfolyamatok alacsonyabb szintűek - hardveres gyorsítású HEVC-visszajátszás támogatása - DMG csomagok LZMA tömörítéssel - hardveres videódekódolás AMD GPU-kon Linuxon támogatott - nemműködőweblap-bejelentés Androidon - okosblokk-beágyazások - PNG-preferencia átlátszóságmegőrzéshez - sütimenü-kezelés letiltása privát módban, cookiebanners.service.mode és cookiebanners.service.mode.privateBrowsing beállításokkal engedélyezhető - Codemirror 6 - Intl.DurationFormat támogatása open álosztály megnyitható elemekhez has-slotted álosztály nem üres slot elemek tartalomstílusának megadásához - plaintext-only csak contenteditable attribútumhoz adható, lehetővé téve az elem nyers szövegének szerkesztését formázástámogatás nélkül - függőleges lapok - formainformációk elkülönített törlése - CookieStore API támogatása - metafrissítések és Refresh fejlécek refererküldésének támogatása - AV1 kodek WebRTC-n való küldésének és fogadásának támogatása |
| Mozilla Firefox 136 | 136.0.1  | Igen               | 2025. március 11. | - CookieStore-használatban sütiméretkorlát miatti hiba javítása - Ctrl+L vagy Cmd+L a címsort fókuszálja új ablakokban is |
| Mozilla Firefox 137 | 137.0    | β                  |                   | - PDF-ekben lévő linkek észlelése és hivatkozássá alakítása - HEVC-támogatás Linuxon - számológépként használható címsor másolható eredménnyel - .com végű címekre való kiegészítés módosítása Cmd + Enter kombinációra az ezt letiltó beállítás átnevezése nélkül - betűtípus-metaadatok, például betűtípus-változat, -tervező, -licenc - Hálózat panelben lehetséges hálózati kérések felülbírálása helyi fájlokkal - discard SVG-elem és SVG 2 path-API támogatása - hyphenate-limit-chars CSS-tulajdonság támogaása |

## Szolgáltatások
A Firefoxba épített szolgáltatások közé tartozik a füles böngészés, a helyesírás-ellenőrző, az azonnali keresés, az élő könyvjelzők kezelése, a beépített letöltéskezelő és egy keresőrendszer, ami a felhasználó által kiválasztott keresőmotort használja.
A fejlesztők célja egy olyan böngésző készítése volt, ami „szörfözik a weben” és a „lehető legjobb böngészési élményt nyújtja a lehető legnagyobb embertömeg számára”.
A felhasználók kiegészítőkkel és témákkal alakíthatják át a Firefoxukat saját ízlésük szerint. A Mozilla egy külön tárhelyet üzemeltet ezek tárolására az addons.mozilla.org címen, ahol 2009 júliusában már több mint 5000 kiegészítő volt található. A kiegészítők ingyenesek.
A legnépszerűbb kiegészítők között van az Adblock Plus (a reklámokat tiltja le), a Video DownloadHelper (internetes videók letöltését és konvertálását segítő eszköz), a NoScript (JavaScript-letiltó eszköz), a FlashGot (letöltéskezelő, amely külső programokkal működik együtt), a DownThemAll! (letöltéskezelő), a Tab Mix Plus (amellyel további beállítások végezhetők a füleken), a Cooliris (a támogatott oldalak képeiből 3D-s falat készít), a FoxyTunes (médialejátszó eszköz), a StumbleUpon (a felhasználó érdeklődésének megfelelő oldalakat javasol), a Foxmarks Bookmark Synchronizer (könyvjelző-szinkronizáló) és a Web Developer (webfejlesztői eszköztár).

### Szabványok támogatása

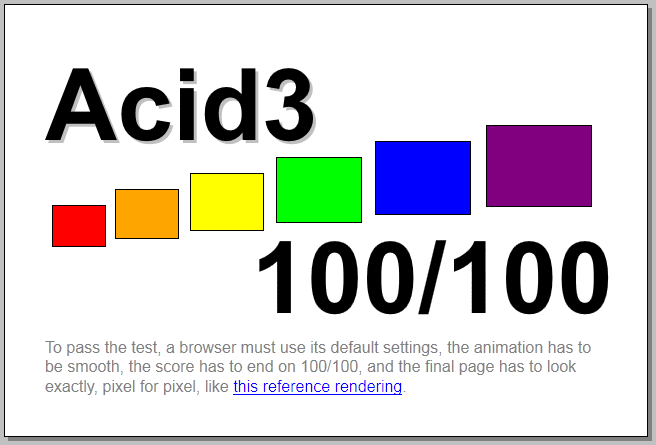
Firefox 4.0 az Acid 3 teszten

A Mozilla Firefox számos internetes szabványt támogat, például a HTML-t, az XML-t, az XHTML-t, az SVG 1.1-et (részben), a CSS-t (kiegészítők segítségével), az ECMAScriptet (JavaScript), a DOM-ot, a MathML-t, a Dokumentumtípus-definíciót, az XSLT-t, az XPath-ot és az alfa-csatornával rendelkező (áttetsző) PNG-képeket is. Olyan szabványtervezeteket is támogat, amiket a WHATWG készített, például a klinesoldali adattárolást, és a vásznat.
A Firefox a 3.0-s verzió óta átmegy az Acid2 szabványkompatibilitási teszten. A 3.5 verzió nem ment át az Acid3-teszten: 93 pontot ért el a 100-ból, mert nem jeleníti meg a képet helyesen. A 3.6 ötödik béta-verziója 94 pontot ért el, az svg.smil engedélyezésével 96 pontot ért el, csupán az SVG fontok támogatása hiányziott, aminek megoldásán dolgoztak. A képet helyesen jeleníti meg, csupán a favicont (a weboldalhoz tartozó ikon) nem jelenítette meg, így viszont nem felel meg az Acid3 teszt összes követelésének. A Firefox a 4.0-s verzió óta már átmegy az Acid3 teszten.
A HTML5 teszt weboldalán a Firefox 22 410/500 pontot ért el, 14 bónuszponttal.
A Firefox implementálta a Google „safebrowsing” nevezetű kereskedelmi protokollját, ami nem nyílt szabvány. Ez viszont ellentmondhat a Mozilla Kiáltványban (Mozilla Manifesto) leírtaknak.

### Biztonság
A Firefox homokozóelvű biztonsági modellt használ, és korlátozza a szkriptek hozzáférését más weboldalak adataihoz az azonos forrás elve alapján. Https protokoll használata esetén SSL/TLS-t használ a kiszolgálóval való kommunikáció védelme érdekében. Lehetővé teszi az alkalmazások számára azonosítás céljából az intelligens kártya használatát is.
A Mozilla Alapítvány pénzjutalomban (500 $, valamint egy Mozilla póló) részesíti azokat a kutatókat, akik komoly biztonsági réseket fedeznek fel a Firefoxban. A hivatalos irányelvek ellenzik a sebezhetőségek korai közzétételét annak érdekében, hogy a potenciális támadók ne használhassák ki azokat.

#### Tanulmányok
Mivel kevesebb (a nyilvánosság által ismert) hibával rendelkezik, mint a Microsoft Internet Explorer, ezért a fejlettebb biztonságot gyakran említik Firefoxra való váltás indokaként. A The Washington Post beszámolója szerint egy súlyos sebezhetőség 284 napig volt támadható a Microsoft Internet Explorerben, míg ezzel szemben csupán kilenc napig maradt javítatlanul a Firefoxban.
Egy 2006-os Symantec-tanulmány kimutatta, hogy bár a Firefox számos más böngészőnél több, a terjesztő által megerősített hibát tartalmazott azon év szeptemberében, de ezeket sokkal gyorsabban kijavították, mint a többi böngészőben. A Symantec később megerősítette állítását: a Firefox még mindig sokkal kevesebb biztonsági sebezhetőséggel rendelkezik, mint a Microsoft Internet Explorer. 2008. június 7-éig a Firefox 2 csupán három javítatlan sebezhetőséggel rendelkezett, amiket „kevésbé súlyos”-nak jelölt a Secunia. Ugyanezen cég szerint a Microsoft Internet Explorer 7 tíz biztonsági hibát tartalmazott, amelyek „közepesen súlyos” besorolást kaptak.
Egy másik internetbiztonsággal foglalkozó cég, a SecurityFocus egyetlen foltozatlan hibát jelentett a Firefox 1.0.7-ben (amit a Firefox 1.5 Beta 2 már nem tartalmaz), és 59-et a Windows XP második szervizcsomagjával futó Microsoft Internet Explorer 6-ban.
A Firefox biztonsági rései közül megjelenése óta egyet sem használtak ki tömegesen, vagy legalábbis nem érkezett ilyenről jelentés.
A kiadás után pár órával súlyos hibát találtak a 3-as verzióban, amely már a 2-es verzióban is jelen volt. Ezt a 3.0.1-es verzióban javították.
2007 decemberében a Secunia biztonsági részlegének jelentése szerint 18-ból négy biztonsági rés még nem volt kijavítva, szemben a Microsoft Microsoft Internet Explorerrel, melyben 20 biztonsági résből még hét nem volt kijavítva. Ráadásul a Secunia szerint a Firefox biztonsági rései kevésbé súlyosak, mint a Microsoft Internet Exploreré. Azoknak az IE felhasználóknak, akik a Windows XP 2-es szervizcsomagot már telepítették, csupán három sebezhetőséggel kell számolniuk, míg a régebbi Windows IE 6 verziót használóknak 21 sebezhetőséggel kell számolniuk, mivel a 2-es szervizcsomag csupán XP-re érhető el.
Elterjedt vélemény, hogy minél népszerűbb lesz a Firefox, annál több sebezhetőség lesz benne. Mitchell Baker, a Mozilla Alapítvány elnöke szerint viszont „a kettőnek semmi köze egymáshoz”.
A Secunia biztonságtechnikai cég felmérése szerint 2008-ban a Firefoxban több biztonsági rést találtak (115-öt), mint a Safariban (32), az Internet Explorerben (31) és az Operában (30) együttvéve. A Firefox mentségére szól ugyanakkor, hogy a hibákat jóval hamarabb kijavítják, mint például az Explorer programozói. Lucas Adamski, a Mozilla biztonságért felelős igazgatója blogjában, Óvakodj a biztonság mérésétől címmel válaszolt a Secunia biztonsági jelentésére. Ebben kifejtette, hogy a Mozilla minden hibát közzétesz (hiszen nyílt forrású), a többi böngészőnek viszont megvan a lehetősége, hogy ha egy hibát találnak, azt titokban kijavítsák. „Eltérően más gyártóktól, akik csak akkor hoznak nyilvánosságra egy biztonsági problémát, ha azokat független külső fél fedezi fel, de nem számolnak be olyan problémákról, amelyeket a belső fejlesztők, a minőségbiztosítás vagy szerződéses biztonsági szakértők fednek fel.”
A Secunia 2009. október 29-én megjelent tanulmánya szerint a Firefox 3.5.x verziója nem tartalmazott sebezhetőséget.
2009 októberében a Microsoft biztonsági szakértői elismerték, hogy a Firefox 2009 februárja óta sebezhető volt a .NET keretrendszer 3.5 SP1 bővítménynek köszönhetően, amely szép csendben a Windows-update során telepítette magát a Firefoxhoz.

### Sebesség
A Firefox 3.1 sebessége a Sunspider, a Celtic Cane és a V8 tesztprogramok szerint a középmezőnybe tartozik: a Google Chrome és a Safari megelőzi, az Operánál és különösen az Internet Explorernél viszont jobban teljesít – a böngészők 2009. március 20-án elérhető legfrissebb verzióját figyelembe véve.
A Firefox 3.5 verziója sokat javult sebesség tekintetében. Bár még mindig a középmezőnybe tartozik, de erősen felzárkózott a két leggyorsabb böngészőhöz, a Safarihoz és a Google Chrome-hoz.

### Felhasználói felület

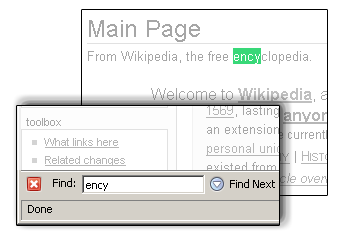
A Firefox gépelőkeresés közben. Az „ency” szót írtuk be, a találatot pedig zölddel emelte ki a program.

A Firefox fejlesztői nagy hangsúlyt fektettek a felhasználói felület egyszerűségének megőrzésére, így például a beállítások ablakban is csak a leggyakrabban használt funkciók találhatók meg. Az összetettebb beállítási lehetőségek az átlagos felhasználók szeme elől elrejtve, a címsorba begépelt about:config szöveggel csalhatók elő.
A Firefox támogatja a füles böngészést, amelynek segítségével egyetlen böngészőablakon belül több weblap nyitható meg. Ezt a funkciót a Mozilla Alkalmazáscsomagtól örökölte, ami a népszerű MultiZilla kiterjesztéstől „vette kölcsön” a képességet. A Firefox az elsők között kezdte támogatni az előugró ablakok blokkolása szolgáltatást is.
Az információkeresést is számos szolgáltatással segíti a böngésző. A gépelőkeresés funkció segítségével a felhasználónak elég elkezdeni gépelni a billentyűzeten, és a Firefox azonnal keresni kezdi és kiemeli a találatokat. A keresés a gépelés folytatásával pontosítható.
A beépített keresés eszköztár segítségével különböző internetes keresőmotorokat használhatunk. Alapértelmezésként a Google-, a Yahoo!-, az Amazon.com-, a Creative Commons-, a Dictionary.com- és az eBay-motorokat használhatja a felhasználó, de továbbiakat is hozzáadhat a listához, köztük a Wikipédiát Archiválva 2005. október 4-i dátummal a Wayback Machine-ben is, a fölöslegeseket pedig akár el is lehet távolítani.
A Firefox rendelkezik egy „keresési kulcsszavak” szolgáltatással, amit a Mozilla Alkalmazáscsomagtól örökölt. Segítségével a felhasználók könyvjelzőiket a címsorból érhetik el, kulcsszavak (és egy esetleges funkciós paraméter) segítségével. Például a címsorba a „google alma” kifejezést írva a Google „alma” szóra kiadott keresési lapját kapjuk eredményül. Egy gyári, módosítatlan Firefoxszal kulcsszavakat használhatunk a Google Search, Google Stock Search, Dictionary.com, Urban Dictionary és a Wikipédia eléréséhez. Amikor olyan kulcsszót gépelünk a címsorba, amit a Firefox nem ismer meg, automatikusan a Google által elsőként javasolt lapra érkezünk.
A 3.7-es verzióban a böngészőfelület átalakításon esik át. A Mozilla Wiki oldalán már láthatók képek az új felületről. Az átalakítás célja részben a Windows Vista és a Windows 7 operációs rendszerek felületébe való jobb integrálódás, valamint a böngésző jobb helykihasználása.

### Testreszabhatóság
A kiterjesztések (XPInstall-modulok) segítségével olyan új funkciókkal látható el a böngésző, mint az egérmozdulatok támogatása és a reklámok szűrése, de létezik több olyan kiterjesztés is, ami a weblapszerkesztők dolgát könnyíti meg. A Firefoxot használó Wikipédia-szerkesztők számára nagy segítséget jelent a Mozilla Update-ről letölthető, testre szabható Wikipedia eszköztár. A Mozilla Alkalmazáscsomag számos része Firefox-kiterjesztésként vált elérhetővé (például a ChatZilla nevű IRC kliens is).
Vannak, akik kísérletezési lehetőségként tekintenek a kiterjesztésekre, mások új funkciók tesztelésére használják őket. Az igazán népszerű kiterjesztések a program részévé válhatnak (így történt ez a füles böngészéssel is, a MultiZilla kiterjesztést foglalták a programba a készítők).

A Firefox a népszerű Noia eXtreme megjelenést alkalmazva

A Firefox témák segítségével megváltoztatható a böngésző kinézete (ikonok, gombok stb. kinézete). Egy téma CSS-csomagokból és képfájlokból áll. A Mozilla Update weboldalról témák százai tölthetők le. A témák letöltésén kívül a felhasználók módosíthatják a Firefox felhasználói felületét különböző gombok és mezők hozzáadásával, áthelyezésével vagy akár egész eszköztárak eltüntetésévél is.
2007 decemberében a Mozilla Labs megjelentette a Personas for Firefox névre hallgató projektet, amellyel könnyedén készíthetőek egyszerű háttértémák (a böngésző hátterét cseréli le, tehát nem azonos a témával, ami gombokat és egyéni ikonokat is tartalmaz). Egészen a Firefox 3.5 verzióig a Personas használatához le kellett tölteni a Personas kiegészítőt, azonban a 3.6-os verzió már alapértelmezetten tartalmazza ezt az alkalmazást.
A beépített automatikus frissítés funkció segítségével a Firefox naprakészen tartja a telepített kiterjesztéseket és témákat, így az új verziók telepítésével nem kell a felhasználóknak bajlódniuk.
A Firefox rejtett beállítási lehetőségei a címsorba begépelt about:config szöveg segítségével érhetők el. Többek között itt választhatjuk ki, hogy ablakokban megjelenő hibaüzeneteket, vagy inkább hibaüzenetlapokat szeretnénk használni, de az oldalrendezést is felgyorsíthatjuk. A kísérleti funkciók (mint a HTTP-adatcsatornák (pipelining) engedélyezése) szintén az about:config-ból érhetők el.

## Egyéb verziók

### Firefox for mobile
A Fennec kódnévvel ellátott Firefox for mobile egy kisebb eszközökre, mint például mobiltelefonok, okostelefonok és PDA-kra tervezett webböngésző. Első verziója 2010. január 28-án jelent meg a Nokia Maemo operációs rendszerére (azon belül is kifejezetten a Nokia N900 és N810 telefonokra). Kidolgozták a Windows Mobile és Android rendszeren futó verziókra alkalmas változatokat is.
A Firefox for mobile 1.0 ugyanazt a Gecko motort használja, mint a Firefox 3.6. A felhasználói felületet teljesen újratervezték, hogy a kis kijelzőkön is megfelelő felhasználói élményt nyújtson. A navigációs gombok rejtve vannak, hogy minél több hely maradjon a tartalomnak; navigálni érintőképernyős módszerekkel lehet. Tartalmazza az intelligens címsort, füles böngészést, támogatja a kiegészítőket, van jelszókezelője, helymeghatározó funkciója, és a Firefox Syncen keresztül szinkronizálható bármilyen asztali Firefoxszal (szinkronizálja a könyvjelzőket, elmentett jelszavakat, a böngészés előzményeit, valamint a nyitott oldalakat és lapokat). A Firefox for mobile 4.0 2011. március 29-én jelent meg az Android és Maemo platformra. A verzióugrást 2.0-ról 4.0-ra azért lépték meg, mivel ugyanazt a böngészőmotort használja, mint az asztali böngésző, így a verziószámok egységesebbek lehetnek. A Version 7 volt az N900-on futó Maemo utolsó kiadott változata.

### Rendszerkövetelmények

#### Több platform támogatása

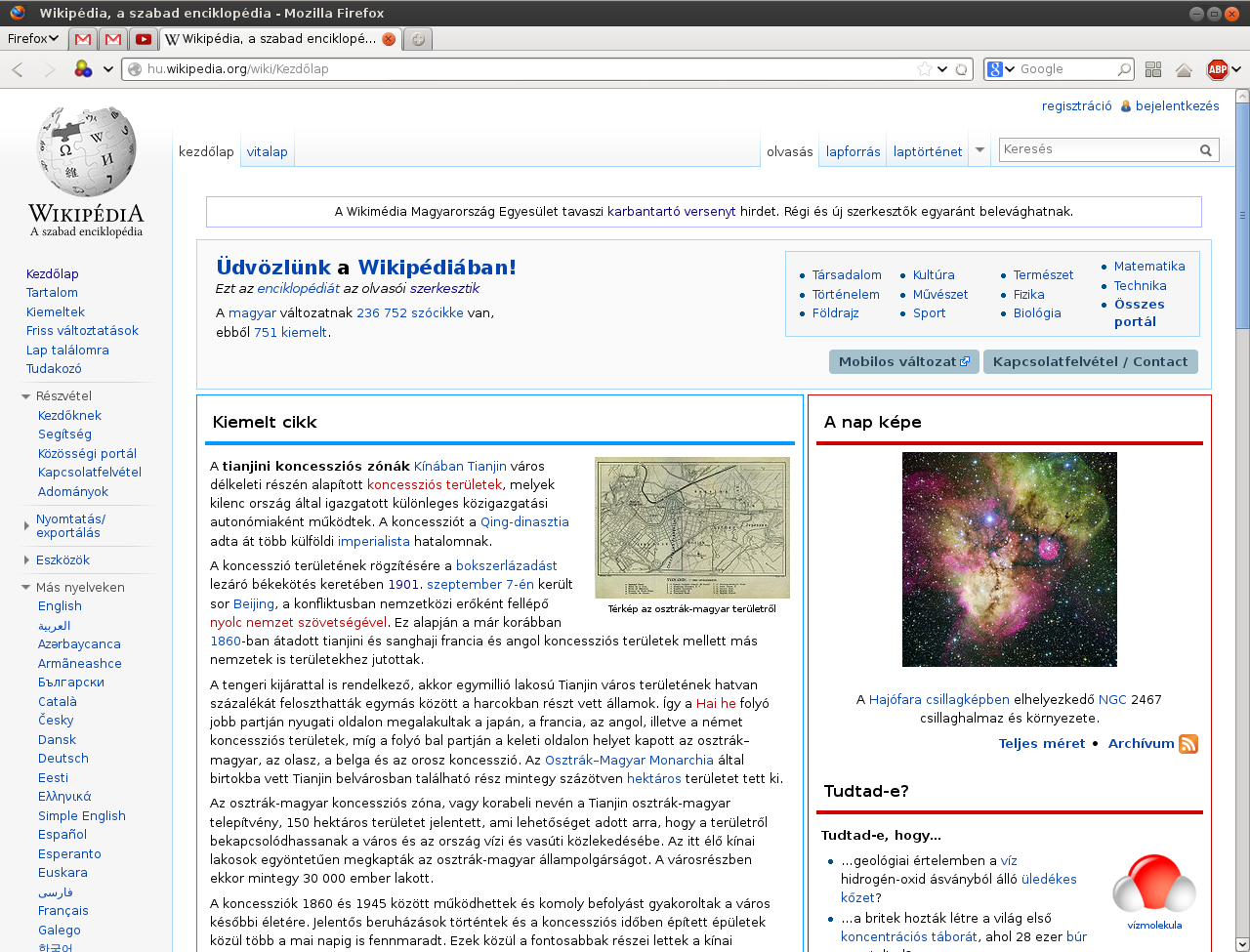
Linux operációs rendszeren futó Firefox

A Firefox böngésző több operációs rendszeren is használható. A hivatalos letöltőoldaláról a következő rendszerekre érhetők el Firefox-verziók:
- Microsoft Windows: Windows XP, Windows Server 2003, Windows Vista és Windows 7. Bár a Firefox hivatalosan nem támogatja a Windows 95-öt és a Windows 98 első kiadását, egy kis alakítás után működik ezeken a rendszereken is a 2-es sorozatig bezáróan, a 3-as verzió már nem fut Windows 9x/Me-n.
- Unix-alapú, X.Org Server-t vagy XFree86-ot használó operációs rendszerek, például Linux disztribúciók illetve BSD rendszerek. Ezen rendszerek általában alapértelmezésben szállítják a Mozilla Firefox-ot.
- Mac OS X. A 2005-ös Worldwide Developers Konferencián az Apple programozói bemutattak egy olyan Firefox verziót is, ami az Intel processzorokat használó Mac OS X-en is működött.

Mivel a Mozilla Alapítvány oldalairól a Firefox forráskódja is letölthető, más operációs rendszerek felhasználói is lefordíthatják a Firefoxot saját rendszerükre. A következő operációs rendszereket hivatalosan nem támogatja a Firefox, mégis működik velük:
- Solaris (x86 and SPARC)
- OS/2
- AIX
- FreeBSD
- OpenBSD
- NetBSD
- PC-BSD
- BeOS
- SkyOS
- RISC OS (ARM)

### 32/64-bit támogatás

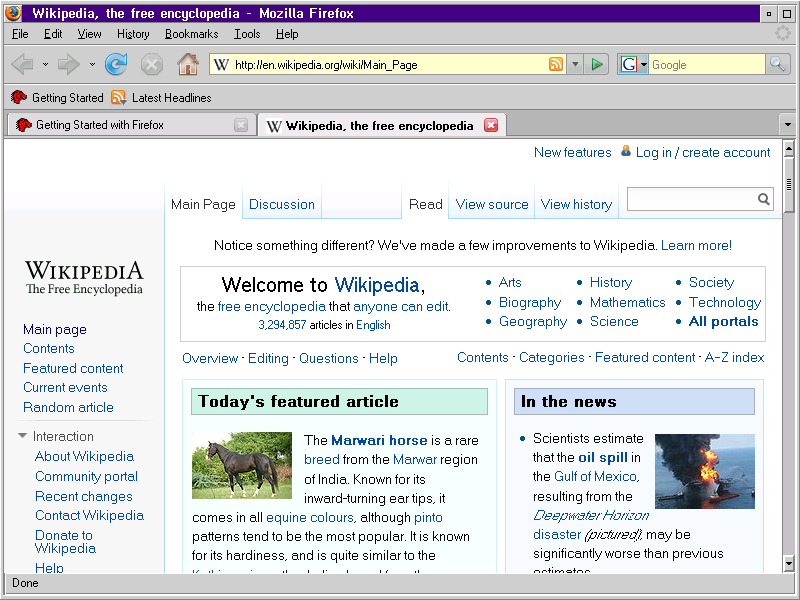
Firefox 2.0.0.14 fut OS/2 Warp 3-on

| Operációs rendszer | 32 bit | 64 bit |
| ------------------ | ------ | ------ |
| Windows            | Igen   | Igen   |
| OS X               | Igen   | Igen   |
| Linux              | Igen   | Igen   |

A Windows XP Professional, valamint a Vista 64 bites verziójára szintén elérhetők Firefox-kiadások, de ezek nem hivatalos verziók. Amellett, hogy le lehet tölteni a 64 bites verziót, útmutató alapján lehet készíteni 64 bites verziót, így Linuxra is elkészítheti bárki. Érdekesség, hogy a 2007. április 12-én megjelent openSUSE Linux 10.3 Alfa 3 verziója az x86-64 gépeken 64 bites Firefoxot használt, és a 32 bites i386-os bővítmények kezeléséhez az nspluginwrappert használta. Egyébként bizonyos 64 bites Linux disztribúciók elkészítették a 64 bites változatot a saját rendszerükhöz. (Linux disztribúcióknál általános dolog, hogy a Mozilla alkalmazásokat újraépítik, és beteszik a saját csomagkezelőjükbe.) 2009 folyamán egy Makoto nevű programozó elkészítette a Firefox 64 bites változatait, és a Softpedia egyik cikke szerint elképzelhető, hogy a Mozilla majd támogatni fogja a munkáját.
Egyébként a 32 bites verzió is működik 64 bites operációs rendszeren. Az eredeti tervek szerint a Firefox 4 már 64 bites változatban is megjelent volna.

#### Régebbi operációs rendszerek
A Firefox 1.5.0.12 az utolsó verzió, amely még fut Windows 95, a Firefox 2.0.0.20 pedig az utolsó verzió, amely még fut Windows 98, Windows Me és Windows NT 4.0 operációs rendszereken. Bár hivatalosan már nem támogatottak ezek a rendszerek, de egy KernelEx nevezetű segédeszköz segítségével a Firefox 3.x verziók futtathatók Windows 98 és Windows Me rendszereken (de e verziókat már nem támogatja a Mozilla).
A Firefox 2.0.0.14 az az utolsó verzió, amely még fut OS/2 Warp 3 operációs rendszeren. A későbbi Firefox-verziókhoz már libc 0.6.3-on alapuló GCC runtime library szükséges (a libc 0.6.2-höz és későbbi verziókhoz már Warp 4 kell).

### Nyelvek
A Firefox számos nyelven elérhető, többek között magyarul is. Széles körű nyelvi támogatása önkéntes fordítócsoportoknak köszönhető: a fordításához programozói tudás nélkül, a legegyszerűbb szövegszerkesztővel is neki lehet kezdeni. A 2011-es 4.0-s kiadás 55 nyelv 61 változatát támogatta; a béta-verziójú nyelvekkel együtt összesen 72 nyelv 82 változatán volt használható. 2013 szeptemberében a Firefox böngészőhöz több mint 70 teljesen lokalizált nyelvi csomag elérhető, ami pontosan 84 nyelvet takar.
A Firefox magyar nyelvre történő átültetéséért az FSF.hu Alapítvány felelős, a Magyar Mozilla Projekt vezetője Tímár András. Nekik és segítőiknek köszönhető a Firefox magyar verziójának támogatása is, például a magyar nyelvű Firefox Súgó, a Mozilla Europe (azóta átalakult) magyar nyelvű oldala és a kezdetben mozilla.fsf.hu, majd mozilla.hu címen elérhető Mozilla Magyarország közösségi oldal létrehozása is.

### Webfejlesztés
A Firefox kiegészítők segítségével számos webfejlesztést megkönnyítő alkalmazással bővíthetjük a böngészőt. A legnépszerűbb eszközök között a GreaseMonkey, a Web Developer, a Firebug, a DOM Inspector (amely egészen a 3.0 verzióig beépített alkalmazás volt, azonban csak egyéni telepítéskor telepítette), valamint a beépített hibakonzol. Emellett még számos kiegészítővel könnyíthetik meg a fejlesztők a munkájukat: színpipetta, vonalzó, FTP-kliens, nem működő linkek keresése, fejlett proxykezelő, és számos hasznos kiegészítő. 2009 szeptemberében 916 kiegészítés volt elérhető a Kiegészítők a Firefoxhoz honlapon a Webfejlesztés kategóriában.

### Apróságok
Az RSS vagy Atom technológiára épülő „Élő könyvjelzők” szolgáltatás a Firefox újabb hasznos eszköze, segítségével a felhasználók egyszerűen tarthatnak lépést a legújabb hírekkel kedvenc hírforrásukat használva. A Firefox rendelkezik még egy testre szabható letöltéskezelővel, amelynek segítségével adott ponton meg lehet állítani a letöltést, és később újra lehet indítani azt.

## Licenc
A Firefox ingyenes, nyílt forráskódú szoftver. Forráskódja hármas licencelésű: Mozilla Public License (MPL), GNU General Public License (GPL) és a GNU Lesser General Public License (LGPL). Ezek a licencek lehetővé teszik, hogy forráskódját bárki megnézze, módosítsa és/vagy továbbadja. Több alkalmazás is készült már ennek a kódnak a felhasználásával, például a Netscape, a Flock, a Miro és a Songbird.
A Mozilla Corporation által kiadott, Firefox 3.0.6-os verziónál régebbi telepítőkészletek telepítése előtt el kellett fogadni a Mozilla Corporation végfelhasználói licencszerződését (EULA). Erre azért volt szükség, mert a telepítőkészletbe csomagolt szoftver számos elem nem tartozott a hármas licenc hatálya alá. Ilyen például a Firefox márkanév, a jogvédett logó és a jogvédett, zárt forráskódú Talkback összeomlás-jelentő (amit a 3.0 előtti verziók használtak). Emiatt és a Windows verzióban található „clickwrap” szerződés elfogadás miatt az FSF ezeket jogvédett szoftvereknek tekinti. A Firefox 3.0 a Talkback helyett már a nyílt forráskódú Breakpadet használja. A Firefox 3.0.6 és újabb verziók telepítőkészletei a MPL alatt jelennek meg.
Korábban a Firefox kizárólag az MPL licenc alatt jelent meg, amelyet a FSF kritizált a gyenge „copyleft” miatt. Ez a licenc korlátozott mértékben lehetővé teszi a jogvédett szoftverek közvetett felhasználását. Ráadásul MPL-licenccel rendelkező kód nem építhető be GPL-t vagy LGPL-t használó kódba. Ezeknek a problémáknak a megoldása céljából a Mozilla újralicencelte a Firefoxot az MPL, GPL, LGPL hármas licenc alatt. Az újralicencelést követően a fejlesztők most már szabadon választhatnak afelől, milyen licenc alatt szeretnék a kódot megkapni, hogy ily módon a lehető legjobban megfeleljen a céljaiknak.

### Márkanév és logó

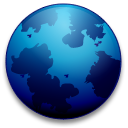
Az úgynevezett általános logó, amit a nem hivatalos Firefox-disztribúciók használnak

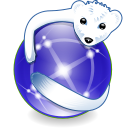
Az Iceweasel (Jégmenyét), a Debian saját Firefox-változatának logója

A program eredeti logóját egy Daniel Burka nevű internetező találta ki, mivel azonban nem tudott rajzolni, ötletét Stephen Desroches vetette papírra. A 3.5-ös verziótól használt új logót Anthony Piraino, az Iconfactory grafikusa készítette.
A „Mozilla Firefox” név és a logó bejegyzett márkanév, amelyeket csak meghatározott körülmények között szabad felhasználni. Bárki terjesztheti a hivatalos binárisokat eredeti formában és használhatja a Firefox márkanevet egy ilyen disztribúcióban. Azonban azok a disztribúciók, amelyek módosított forráskódra épülnek, korlátozások alá esnek.
A Mozilla Alapítvány néhány nyílt forráskódú disztribúciónál vitába keveredett a „Firefox” név használata miatt is. Mitchell Baker 2007-ben egyik nyilatkozatában kifejtette, hogy a disztribúciók nyugodtan használhatják a „Firefox” márkanevet, amennyiben a forráskódot nem módosítják jelentősen. A forráskód módosítását illetően a Mozilla Alapítvány lefektette azokat a szabályokat, amelynek alapján Firefoxnak minősül még a program. A Mozilla Alapítvány leginkább amiatt aggódik, hogy egy módosított verzió esetében más minőséget kapnak a felhasználók Firefox néven.
Annak érdekében, hogy lehetővé tegyék a disztribúcióknak a hivatalos márkanév nélküli kódok előállítását, a Firefox forráskódja tartalmaz egy „márkanév-kapcsolót”, ami lehetővé teszi az olyan kód előállítását, amely nem tartalmazza a hivatalos logót és márkanevet. Ezáltal lehetővé válik az olyan böngészőváltozatok elkészítése, amelyek nem esnek a Firefox márkanév korlátozásai alá. (Gyakran használják az ilyen kódokat a Firefox alfa és béta változataihoz.) A márkanév nélküli változatokban a hivatalos logót és nevet lecserélik egy szabadon terjeszthető logóra (bombához hasonlító logó) és annak a verziónak a kódnevére, amelyből módosították. A Firefox 1.5 fejlesztői változatának neve „Deer Park”, a 2.0 Bon Echo, a 3.0 „Gran Paradiso”, a 3.5 „Shiretoko”, a 3.6 pedig „Namoroka”. (Ezek nemzeti parkok nevei.) A „Minefield” (Aknamező) kódnév, és a bombához hasonlító logó a 3.0 fejlesztői változat és azt követő Firefox-változatok fejlesztői jele.
Bizonyos közösségi kiadásoknak tett kivételektől eltekintve, a módosított Firefox változatok Firefox név alatti kiadása csak a Mozilla beleegyezésével történhet. Például a Firefox név nem használható a logó nélkül. Amikor a Debian fejlesztő csapat 2006-ban úgy döntött, hogy nem használja tovább a Firefox logót (a szerzői jog korlátozása nem volt összeegyeztethető a fejlesztők elveivel), a Mozilla Alapítvány képviselője tájékoztatta őket, hogy ez így nem elfogadható: vagy alkalmazkodnak a szabályokhoz, vagy elhagyják a Firefox név használatát az adott Linux-disztribúcióban. Végül a Debian saját Firefox-verzióját több más Mozilla-programmal együtt elnevezte Iceweaselnek (szó szerinti fordításban „Tűzróka” helyett „Jégmenyét”. A tűzróka egyébként félrevezető – szó szerinti – fordítás, hiszen a firefox nem más, mint a vörös panda egyik angol neve, tehát semmi köze a rókához.)

## Reklámozása
A Firefox megjelenésének első évében nagyon jó fogadtatásra talált: 100 millióan töltötték le a programot. Ezt követően – 2004-ben – agresszív reklámkampány, „reklámozási hét” indult, ahogy Blake Ross és Asa Dotzler fogalmazta.
2004. szeptember 12-én megjelent a „Spread Firefox” (Terjeszd a Firefoxot) marketingportál valamint a Firefox Preview Release, megteremtve ezzel a helyet, ahol számos különböző marketing-módszereket lehetett megvitatni. A portálon lehetett a „Get Firefox” (Töltsd le a Firefoxot) bannereket szerezni. Időről időre az SFX csapat szervez ehhez hasonló marketingeseményeket a honlapjukon. A Spread Firefox-kampány része volt az is, hogy az „egy nap alatt a legtöbbször letöltött szoftver kategóriában” Guinness-rekordot állítsanak fel a Firefox 3.0-val.
2008. február 21-én, az ötszázmilliomodik letöltés örömére a Firefox-közösség felhívást tett közzé, hogy mindenki látogasson el a FreeRice.com-ra, és 500 millió rizsszemet gyűjtsön össze az éhezőknek.
Néhány lelkes Firefox-felhasználó elkészített egy Firefox-logó alakú gabonakört egy kukoricamezőn, amelyet meg lehet tekinteni a Google Föld-ön, a é. sz. 45° 07′ 26″, ny. h. 123° 06′ 50″45.123800°N 123.113800°W koordinátákon.

Alternatív böngészők használata (tehát az IE nem szerepel ebben):

| Firefox | Safari | Opera | Netscape | Mozilla | Chrome | Egyéb |

## Piaci részesedés
| A Firefox piaci részesedése verziókra bontva (globális mérés) – NetApplications.com, 2011. március |        |
| Firefox 1.0                                                                                        | 0,01%  |
| Firefox 1.5.                                                                                       | 0,03%  |
| Firefox 2.0                                                                                        | 0,26%  |
| Firefox 3.0                                                                                        | 1,02%  |
| Firefox 3.5                                                                                        | 1,95%  |
| Firefox 3.6                                                                                        | 17,82% |
| Firefox 4.0                                                                                        | 0,63%  |
| Az összes verzió együttvéve                                                                        | 21,72% |

A Mozilla Firefox piaci részesedése a megjelenése óta növekszik, leginkább az Internet Explorer kárára. 2010 januárjában globális részesedése a böngészőpiacon már 24,43% volt, 2011 márciusában azonban 21,74-re esett vissza (a NetApplication adatai szerint), köszönhetően a riválisok erősödésének (legfőképpen a Google Chrome miatt).
2011 márciusában a böngészők piaci részesedése a következőképpen állt a NetApplications mérései alapján:
- 56,77% Internet Explorer
- 21,74% Firefox
- 10,93% Google Chrome
- 6,36% Safari
- 2,15% Opera[190]

A StatCounter statisztikái ugyanakkor ugyanerre a hónapra 31,24%-os részesedést mértek.
A 2004 novemberében megjelent Firefox 1.0 verzió óta a letöltések száma egyre növekszik. 2008. február 21-én a Firefoxot már több mint 500 millió alkalommal töltötték le. 2009. július 31-én a központi szervereken a letöltésszámláló átlépte az egymilliárd letöltést. A számadat tartalmazza a Firefox 1.0 verziótól számított összes verzió összes Mozilla szerveréről történő letöltését. Ez a számadat nem tartalmazza az automatikus frissítéseket (a manuális frissítést viszont igen), vagy egy harmadik fél által készített webhelyről letöltött verziókat. Nem teljesen megbízható adat a felhasználók számának leméréséhez, hiszen egy letöltéssel számtalan gépre lehet telepíteni, ugyanakkor a fordítottja is igaz: a felhasználó több alkalommal is letöltheti, vagy akár egy harmadik fél által készített webhelyről is letöltheti (amit ugyebár nem tartalmaz a számadat). Természetesen az egymilliárdot már jóval hamarabb elérhette, hiszen rengeteg ember más weboldalról tölti le a szoftvert. Egy külön weboldalt is létrehoztak az esemény megünneplésére.

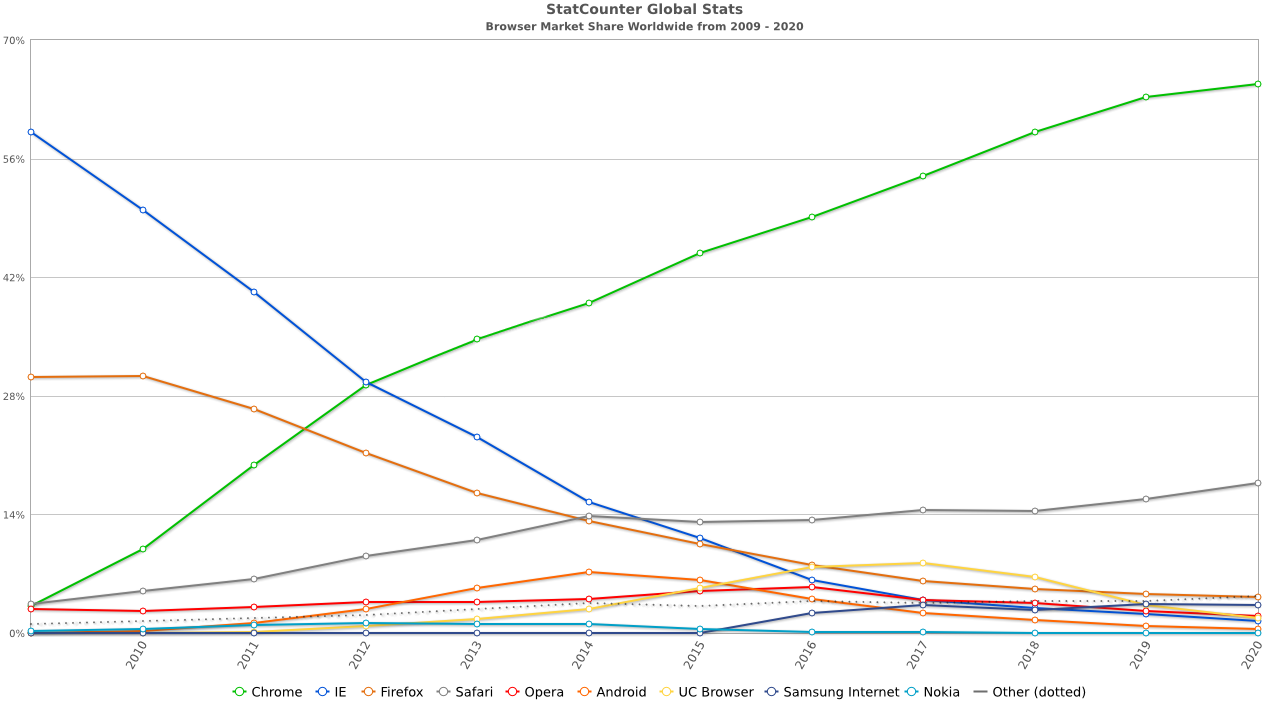
A StatCounter kimutatása a 2009–2020 novemberi időszakra, az egész világra kiterjedő böngészőhasználatról. Az időszak végén a Firefox részesedése 5 % alatt van.

A StatCounter mérései szerint 2009 december közepére a Firefox 3.5 lett a legnépszerűbb böngészőváltozat a világon. A Mozilla mérései szerint 2010 márciusában már több, mint 350 millió Firefox-felhasználó volt szerte a világon.
2020 áprilisára, a Bleeping Computer a NetMarketShare adatai alapján a Chromium és Microsoft Edge böngészők piaci részesedése megelőzte a Firefoxét, ami ekkor a 3. helyre csúszott vissza, és ez a trend tovább folytatódik. A Firefox piaci részesedése 2022 júliusában 3,29%, amivel a Chrome, Safari és Edge böngészők után áll, de (néhány tized százalékkal) megelőzi a Samsung Internet és az Opera böngészőket (a StatCounter alapján).

### Magyarország
Magyarországon 2008 júliusában (azaz a 3.0 megjelenésének hónapjában) egy hónapig piacvezető volt a Firefox 48,9%-os részesedéssel, amelyet természetesen az Internet Explorer követett 47,8%-kal. Valószínűleg a júliusban megjelent új verzió erős kampányának volt köszönhető a böngésző hirtelen megnövekedett népszerűsége, az azt követő hónapban az IE visszavette a vezetést.
2009 augusztusában azonban már a gemiusRanking HU mérései alapján is a Firefox vezetett (a többi mérés alapján már régebbtől kezdve átvette a vezetést), így 2009 októberében a Firefox volt a piacvezető böngésző Magyarországon.
Az eltérő kutatási módszertanok miatt a különböző cégek más adatokat mértek:
- A gemiusRanking HU mérései alapján 2013 közepétől kezdve a Firefox fej fej mellett halad a Google Chrome-mal Magyarországon, és 2014-től tartósan a 2. helyre szorult.[203][204]
- Az AdStat mérései szerint azonban a Firefox csak 2009 augusztusában lett piacvezető.[205]
- A Statcounter szerint 2013 ősze óta a Firefox a második helyre szorult Magyarországon a Google Chrome mögött.[206]
- Az Adverticum szerint 2009 augusztusában már a Firefox a legnépszerűbb böngésző.[205][207]

| A Firefox piaci részesedése Magyarországon – gemius Rankings, 2013. március 25-31 |        |
| Firefox 24.x                                                                      | 34,23% |
| Chrome 29.x                                                                       | 32,51% |
| Internet Explorer 10.x                                                            | 5,76%  |
| Internet Explorer 8.x                                                             | 4,49%  |
| WebKit Mobile 4.x                                                                 | 4,46%  |
| Internet Explorer 9.x                                                             | 2,47%  |
| WebKit Mobile 6.x                                                                 | 1,87%  |
| Opera 12.x                                                                        | 1,68%  |
| Az összes Firefox-verzió együttvéve (ebben a 12.x is benne van)                   | 35,5%  |

## Kritikák
2004-ben a forbes.com az év legjobb böngészőjének nevezte, a PC World pedig „Az év termékének” választotta a „2005 száz legjobb terméke” listán. 2006-ban, a Firefox 2 és az Internet Explorer 7 megjelenése után a PC World mindkettőt letesztelte, és a Firefoxot találta jobb böngészőnek. A Which? magazin „Legjobb vétel” díjjal jutalmazta a böngészők között. 2008-ban a cnet.com összehasonlította a Safarit, a Chrome-ot, a Firefoxot és az Internet Explorert a Böngészők csatája című cikkben a teljesítmény, a biztonság és a szolgáltatások alapján. A cikkben a Firefox komoly elismerést kapott.

### Teljesítmény
2005 decemberében az Internet Week egyik cikkéhez kapcsolódóan sok olvasó panaszkodott a Firefox 1.5 nagy memóriahasználatára. A Mozilla fejlesztői szerint ez részben az új FastBack funkció miatt van. Ilyen problémát okozhatnak még a hibás kiterjesztések, mint a Google-eszköztár, az Adblock néhány régebbi verziója, vagy az Adobe Acrobat Reader régebbi bővítményei. A PC Magazin összehasonlító cikke szerint – amelyben a Firefox 2, az Opera 9 és az Internet Explorer 7 böngészőket vizsgálták – a Firefox körülbelül ugyanannyi memóriát fogyaszt, mint a másik két böngésző.
A Softpedia szerint a Firefox 1.5 lassabban indult el, mint a többi böngésző. Ezt böngésző-összehasonlító tesztek is megerősítették. Az IE 6 gyorsabban indul el, mint a Firefox 1.5 Windowson, mivel annak egyes komponensei a Windowsba vannak építve, így a rendszer elindulásakor automatikusan betöltődnek. A probléma kiküszöbölése gyanánt egy elő-betöltő programot készítettek, amely a Firefox bizonyos komponenseit az Internet Explorerhez hasonlóan betölti. A Windows Vista egyik szolgáltatása, a SuperFetch hasonló módon előre betölti a Firefoxot, ha észleli, hogy gyakran használt alkalmazás.
A PC World és a Zimbra tesztjei kimutatták, hogy a Firefox 2 kevesebb memóriát igényel, mint az Internet Explorer 7. A Mozilla, CyberNet, és a The Browser World tesztjei szerint a Firefox 3 kevesebb memóriát fogyaszt, mint az Internet Explorer 7, az Opera 9.50 béta, a Safari 3.1 béta, vagy akár a Firefox 2.

### A Google és a Firefox viszonya
A Mozilla Corporation és Google közti megállapodás a média figyelmét sem kerülte el. Különösen igaz ez a fizetett ajánlási megállapodásra. A Firefox 2-ben bevezetett adathalászat elleni védelem jelentős vitákat váltott ki. Az adathalászat elleni védelem alapértelmezetten be van kapcsolva, és a listáját a Google szerveréről kétóránként frissíti. A felhasználó nem változtathatja meg a grafikus felhasználói felületen keresztül, és arról sem kap információt, hogy ki az adatszolgáltató. A böngésző minden egyes frissítési próbálkozáskor sütiket küld a Google-nak. A Mozilla Alapítvány a 2007 elején megjelent verziókba újabban egy opt-in biztonsági szolgáltatást is beépített. Ez az adathalászat elleni szolgáltatás valós idejű védelmet biztosít azáltal, hogy minden meglátogatott URL-címet ellenőriztet a Google-lal. A személyes adatok interneten történő védelme érdekében fellépő bizonyos csoportok aggodalmukat fejezték ki mondván, hogy a Google felhasználhatja ezeket az adatokat, bár a Firefox adatkezelési szabályzata kijelenti, hogy a Google nem használhatja fel a személyes információkat más célra, csak az adathalászat elleni védelemhez.
A Mozilla Foundation 2008-as bevétele 78,6 millió dollárra rúgott, 5%-kal meghaladva a 2007-ben közölt 75,1 millió dollárt. Ahogy korábban is, a bevételek nagy része a Firefox böngészőbe beépített keresési funkciókból és az alapértelmezett Google kezdőlapból származnak. A Google-lal kötött szerződés eredetileg 2008-ban lejárt volna, de meghosszabbították 2011-ig.
2009 augusztusa végén a Mozilla Security emberei jeleztek egy biztonsági hibát a Google Chrome böngészőben, így segítve a Google-t.
Eric Schmidt egy 2009 decemberében a CNBC-nek adott nyilatkozatában kifejtette a felhasználói adatokról a véleményét, melyre reagálva Asa Dotzler – aki a Mozilla közösségi fejlesztések irányításáért felelős – azt javasolta a Firefox felhasználóknak, hogy Google helyett használják a Bing keresőmotort.

### A Microsoft reakciói
Steve Vamos, a Microsoft ausztráliai vezetője 2004 végén azt nyilatkozta, hogy a Firefox nem jelent fenyegetést a Microsoft felhasználóira nézve, hiszen nincsen igény a funkcióira. Bill Gates a Firefox kipróbálása után a következőképpen nyilatkozott: „olyan sok programot töltenek le az emberek, de vajon használják is őket?”
A Microsoft felső vezetésének hideg fogadtatása ellenére az Internet Explorer fejlesztői csapata tartja a kapcsolatot a Mozillával. Rendszeresen találkoznak és megbeszéléseket folytatnak a webes szabványokról.
2006 augusztusában a Microsoft a Vista megjelenése előtt felajánlotta a Mozillának a segítségét, hogy együttműködve fejleszthessék a Firefox Vista rendszerbe integrálódását, amit a Mozilla elfogadott.
2006 októberében a Firefox 2 megjelenése alkalmából az Internet Explorer 7 fejlesztői csapata – elismerésük jeleként – tortát küldött a Mozillának. Néhányan azzal viccelődtek, hogy a torta mérgezett volt, mások javasolták, hogy küldjenek vissza egy tortát a szabad szoftveres mozgalom receptjével. Az IE-csapat 2008. június 17-én még egy tortát küldött, a Firefox 3 megjelenése alkalmából.
2007 novemberében a Microsoft biztonsági részlegének stratégiai igazgatója, Jeff Jones bírálta a Firefoxot, mivel szerinte az Internet Explorerben kevesebb sebezhetőség található, mint a Firefoxban. A Mozilla egyik fejlesztője, Mike Shaver egy tanulmányban reagált erre, amelyben bírálta a Microsoft biztonsági javításainak összeszámolási módszerét (például több hiba javítását néha összevonják, és egy javításnak számolják). A tanulmány a javítások alapján számol, nem pedig a sebezhetőségek alapján.

### .NET keretrendszer 3.5 szervizcsomag 1
2009 februárjában a Microsoft kiadta a .NET keretrendszer 3.5-ös verziójának első szervizcsomagját. A frissítéssel együtt települt a ClickOnce-technológiát tartalmazó Microsoft .NET Framework Assistant Firefox-bővítmény is. Ez elég nagy visszhangot váltott ki a Firefox-felhasználóktól, miután kiderült, hogy a kiegészítőkezelőn belül nem lehetett eltávolítani. Órákkal később az Annoyances.org webhely írt egy cikket erről, Brad Abrams Microsoft alkalmazott pedig blogjában elmagyarázta, hogy a Microsoft miért telepítette ezt a kiterjesztést, és azt is, hogyan lehet eltávolítani.
2009. október 16-án a Mozilla blokkolta a Microsoft .NET keretrendszer bővítményét, mivel szerinte biztonsági kockázatot jelentett. A felhasználókat egy felugró ablakban figyelmeztette a blokkolásról. Ezen kívül a Mozilla Add-ons (Kiegészítők a Firefoxhoz) oldalon is tiltva lett a bővítmény. Két napra rá a Mozilla feloldotta a tiltást, miután a Microsoft megerősítette, hogy nem okoz sebezhetőséget. A .NET Framework Assistant következő, 1.1-es verziója, ami 2009. június 10-én jelent meg a Mozilla kiegészítőket tartalmazó oldalán, már lehetővé tette a felhasználónak, hogy a megszokott módon letiltsák, vagy eltávolítsák a bővítményt a kiegészítőkezelőn belül.

### Szakértők és a média véleménye
A United States Computer Emergency Readiness Team kijelentette, hogy az Internet Explorer felépítése nagyon megnehezíti azt, hogy biztonságos legyen. Ezzel szemben szinte egyetlen megállapításuk sem alkalmazható a Firefoxra.
Több jelentős sebezhetőség rejlik azokban a technológiákban, mint például az IE domain/zone biztonsági modell, a helyi fájlrendszer-engedélyek, a dinamikus HTML dokumentum objektum modell (ezen belül a jogvédett DHTML funkciók), a HTML súgórendszer, MIME típus meghatározás, a grafikus felhasználói felület (GUI), és az ActiveX… Az IE olyan mértékben van integrálva a Windowsba, hogy az IE-ben található biztonsági rések a támadóknak az operációs rendszerhez jelentős hozzáférést biztosítanak.
Néhány biztonsági szakértő, többek között Bruce Schneider és David A. Wheeler azt ajánlja a felhasználóknak, hogy ne az IE-t használják böngészőnek, hanem valamilyen más alternatívát. Wheeler konkrétan a Firefoxot ajánlja.
Több más, a szakterületen dolgozó újságíró is javasolta ugyanezt, mint például Walter S. Mossberg a Wall Street Journal újságírója, Rob Pegoraro, a Washington Post munkatársa, Byron Acohido és Jon Swartz az USA Today-től, Arik Hesseldahl a Forbes-től, Steven J. Vaughan-Nichols a eWEEK.com főszerkesztője, valamint Scot Finnie a Desktop Pipeline munkatársa.

### Díjak
A Mozilla Firefox számos díjat nyert különböző szervezetektől. A teljesség igénye nélkül:
- PC Magazine szerkesztők választása (Editor's Choice), 2008. június[270]
- CNET szerkesztők választása (Editors' Choice), 2008. június[271]
- PC World 2008 száz legjobb terméke (100 Best Products of 2008), 2008. május<[272]
- Webware A 100 győztes (100 winner), 2008. április[273]
- Webware A 100 győztes (100 winner), 2007. június[274]
- PC World 2007 száz legjobb terméke (100 Best Products of 2007), 2007. május[275]
- PC Magazine szerkesztők választása (Editors' Choice), 2006. október[276]
- CNET szerkesztők választása (Editors' Choice), 2006. október[277]
- PC World 2006 száz legjobb terméke (100 Best Products of 2006), 2006. július[278]
- PC Magazine Kiváló technikai megoldások díj (Technical Excellence Award), Szoftver és fejlesztői eszközök kategória (Software and Development Tools category), 2006. január[279]
- PC Magazine Az év legjobbja díj (Best of the Year Award), 2005. december 27.[280]
- PC Pro "Real World" díj (Mozilla Alapítvány) (Real World Award (Mozilla Foundation)), December 8, 2005[281]
- CNET Szerkesztők választása (Editors' Choice), 2005. november[282][283]
- UK Usability Profik Egyesülete, Legjobb szoftver díj, 2005; (Professionals' Association Award Best Software Application 2005), 2005. november[284]
- Macworld Szerkesztők választása, 4.5 egér értékeléssel (Editor's Choice with a 4.5 Mice Rating), 2005- november[285]
- Softpedia Felhasználók választása díj (User’s Choice Award), 2005. szeptember[286]
- TUX Olvasóink választása 2005-ben (2005 Readers' Choice Award), 2005. szeptember[287]
- PC World Az év terméke (Product of the Year), 2005. június[288]
- Forbes Az internet legjobbja (Best of the Web), 2005. május[289]
- PC Magazine szerkesztők választása díj (Editor’s Choice Award), 2005. május[290]

## Logó galéria

A logó története
A "Phoenix" és a "Firebird" logója, mielőtt átnevezték volna Firefox-ra.
Firefox 0.8-0.10, 2004. február 9. és 2004. november 8. között
Firefox 1.0-3.0, 2004. november 9. és 2009. június 29. között
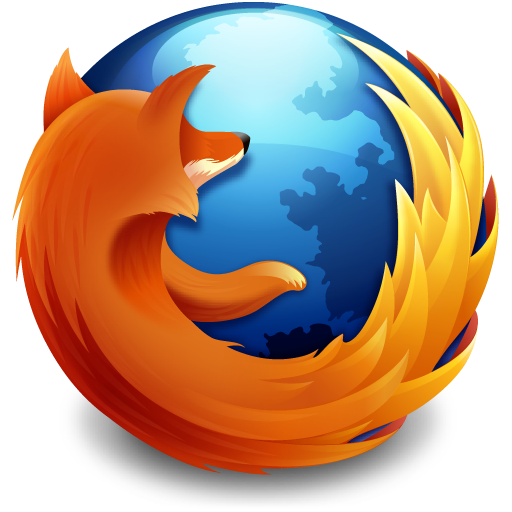
Firefox 3.5-22, 2009. június 30. és 2013. augusztus 5. között
Firefox 23-56, 2013. augusztus 6. és 2017. november 13. között[291]
Firefox 57-69, 2017. november 14. és 2019. október 21. között
Firefox 70 vagy újabb, 2019. október 22. óta

A Nightly kiadások logói
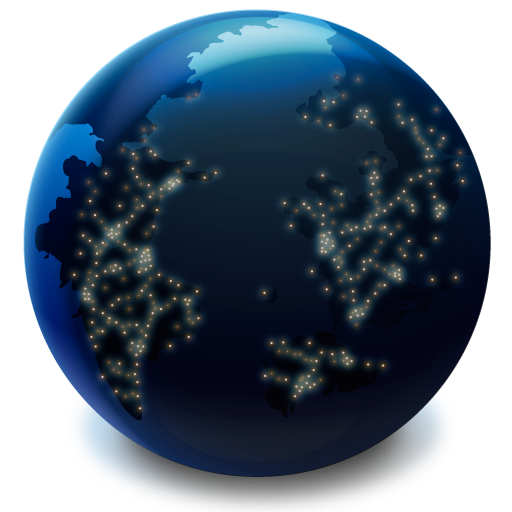
A2011 Nightly logó, amelyet a nightly buildek és a pre-alpha verziók reprezentálására használnak.
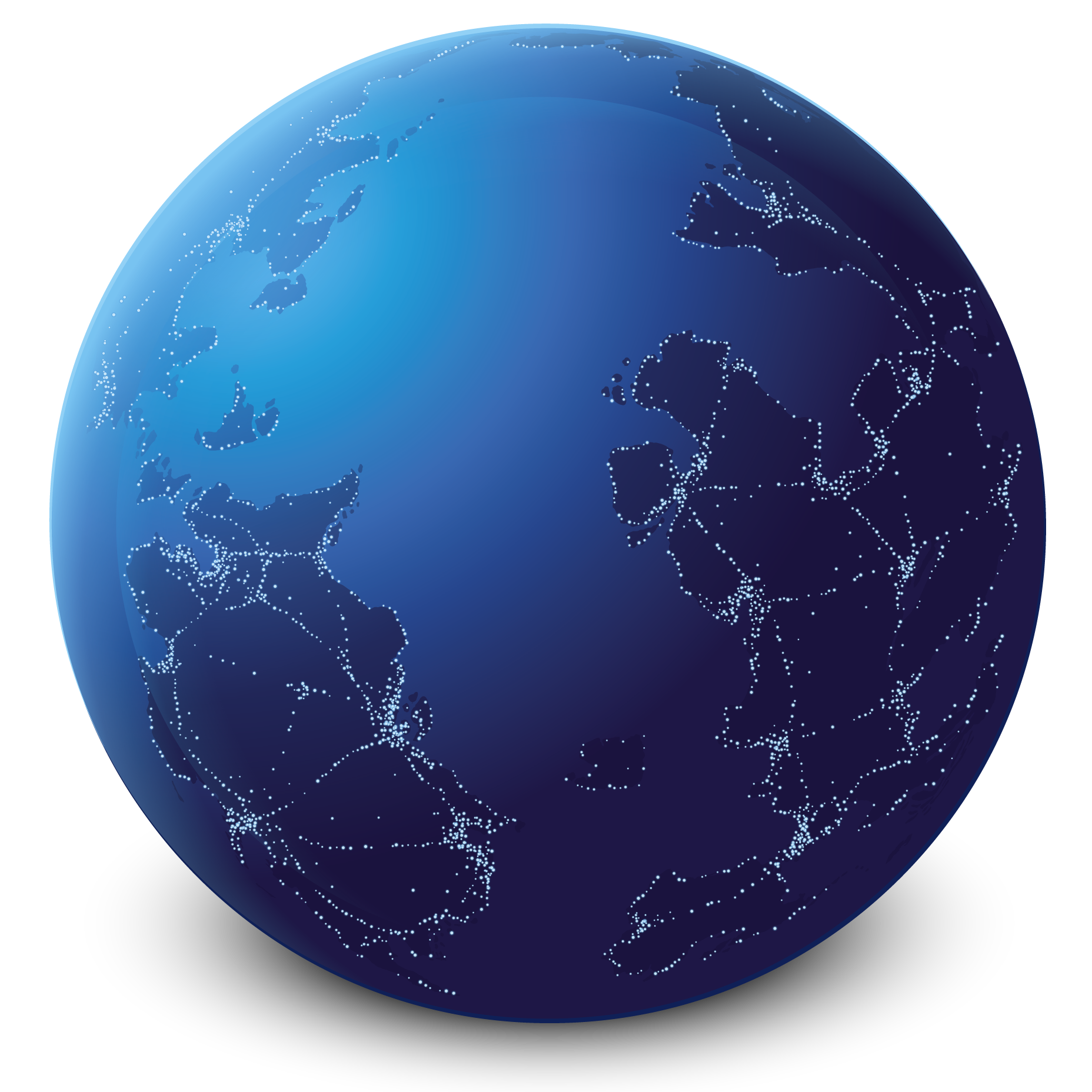
A 2013-as Nightly logója
A 2017-es Nightly logója
A 2019-es Nightly logója

A fejlesztői/aurora verziókhoz használt logók
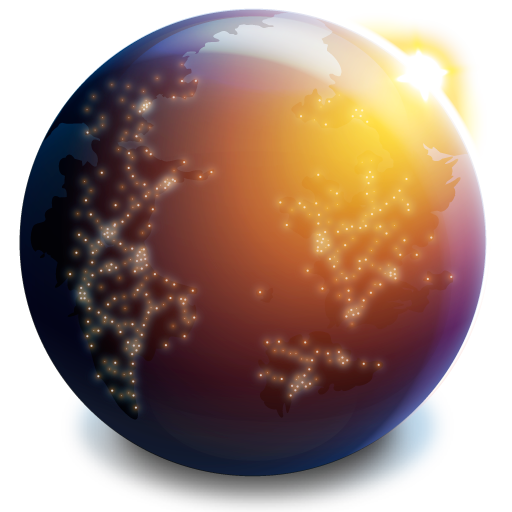
A 2011-es Aurora logó, amely alfa kiadást jelképezi.
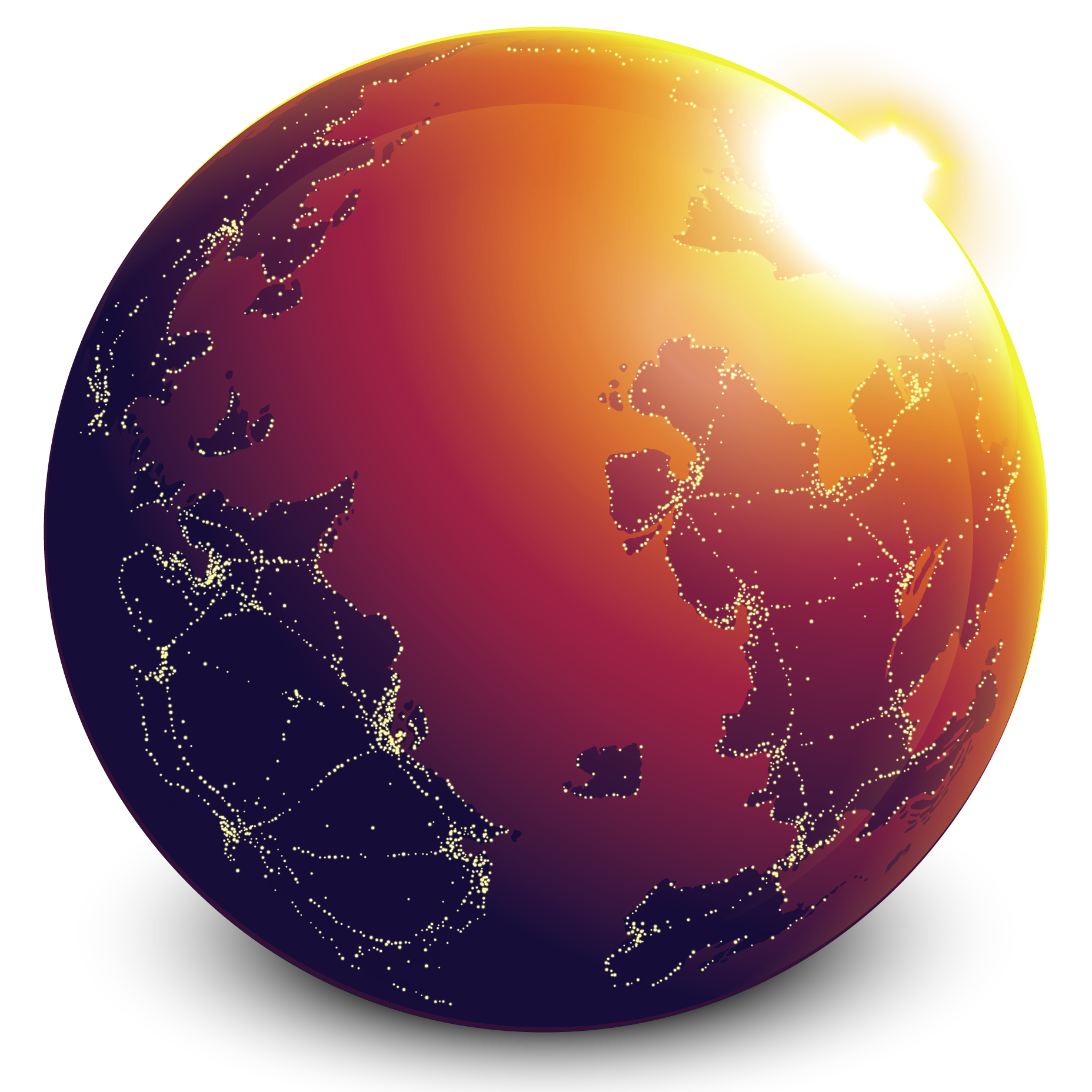
A 2013-as Aurora kiadás logója
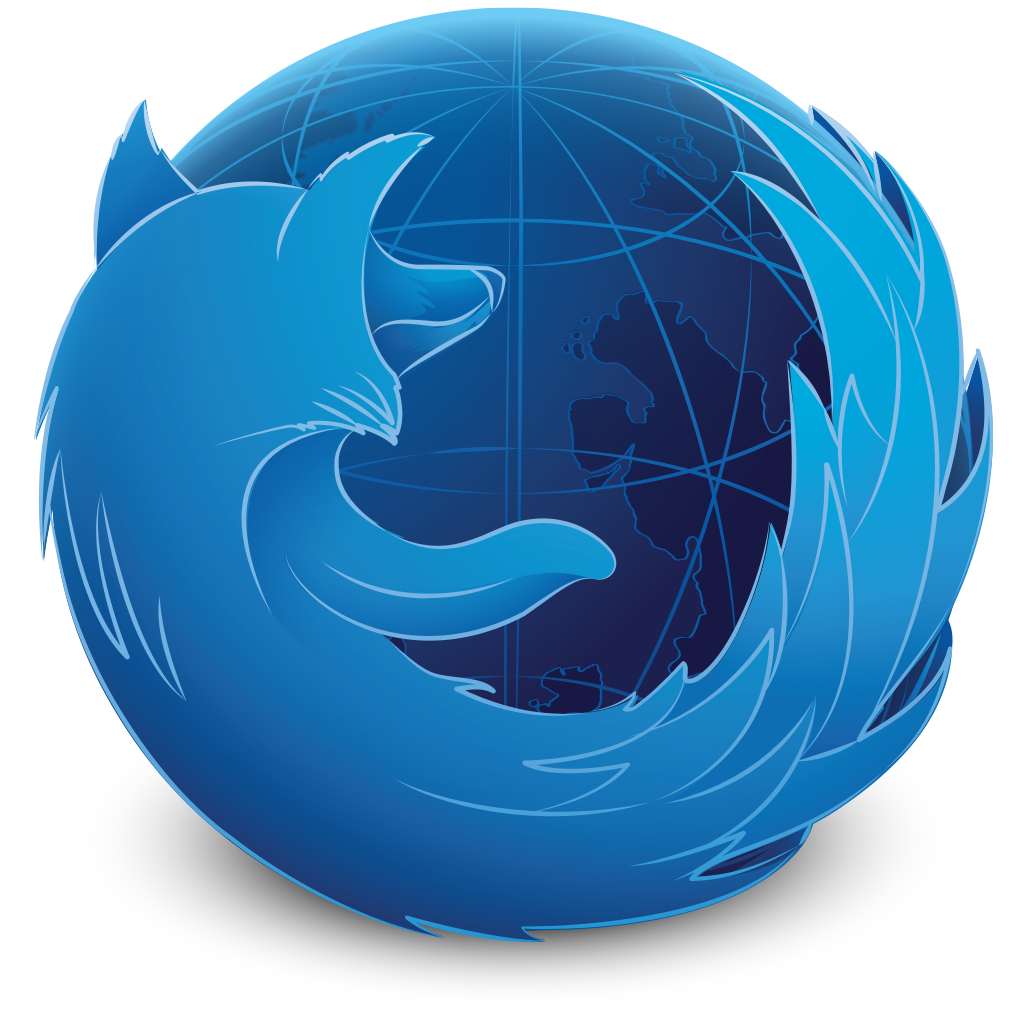
A 2015 Fejlesztői kiadás logója
A 2017 Fejlesztői kiadás logója
A 2019 Fejlesztői kiadás logója

Egyéb logók
Blue globe artwork, amely a forráskóddal együtt kerül terjesztésre, és kifejezetten nem védett védjegyként.[292]
A Firefox termék- és szolgáltatásmárka logója, 2019 júliusától. Úgy tűnik, mintha a rókát eltávolították volna, de ez nem magának a böngészőnek a logója.